# Earl Scruggs
 (octobre 2022).
Si vous disposez d'ouvrages ou d'articles de référence ou si vous connaissez des sites web de qualité traitant du thème abordé ici, merci de compléter l'article en donnant les références utiles à sa vérifiabilité et en les liant à la section « Notes et références ».
Pour les articles homonymes, voir Scruggs.
Earl Eugene Scruggs (6 janvier 1924 - 28 mars 2012) est un musicien américain connu pour avoir introduit un nouveau jeu de banjo (appelé le Scruggs style) caractéristique de la musique bluegrass.

## Biographie
Scruggs est né à Shelby, en Caroline du Nord. Il rejoint Bill Monroe et ses Blue Grass Boys en 1945 où son style syncopé, basé sur le picking à trois doigts, fait sensation. En 1948, il quitte le groupe de Bill Monroe avec Lester Flatt pour fonder le groupe des Foggy Mountain Boys. Ils gagnèrent un Grammy Award pour leur titre The Foggy Mountain Breakdown. En 1969, Flatt et Scruggs se séparent, et ce dernier crée de nouveau un groupe, The Earl Scruggs Revue, avec nombre de ses fils.
Scruggs fut introduit dans le Country Music Hall of Fame en 1985 et dans le International Bluegrass Music Hall of Honor en 1991. Le 13 février 2003, il reçut une étoile au Hollywood Walk of Fame.

## Ouvrages
Dans le but de pérenniser son art, Earl Scruggs publia le 1er janvier 2000 "Earl Scruggs And The Five String Banjo" qui est un ouvrage dédié au banjo 5 cordes regroupant de nombreux conseils techniques, exercices et tablatures.

## Discographie sélective
Earl Scruggs a sorti une série impressionnante d'albums au fil des ans. Son parcours musical commence avec 'Foggy Mountain Jamboree' (Sony, 1957), suivi de 'Changin' Times' (1969), 'Nashville Airplane' (1970), et 'I Saw the Light with Some Help from My Friends' (Sony, 1972). En 1972, il publie également 'Earl Scruggs: His Family and Friends', 'Live at Kansas State', et en 1973, 'Rockin' 'Cross the Country', 'Dueling Banjos' (CBS), et 'The Earl Scruggs Revue'. La série continue avec 'Anniversary Special' (1975), 'The Earl Scruggs Revue 2' (1976), 'Family Portrait' (1976), 'Live from Austin City Limits' (1977), et 'Strike Anywhere' (1977). En 1978, il sort 'Bold & New', suivi de 'Today & Forever' (1979), 'The Story Teller & the Banjo Man' (CBS, 1982), et 'Flatt & Scruggs' (1982). Les années suivantes voient la sortie de 'Top of the World' (1983), 'Superjammin'' (1984), et 'Artist's Choice: The Best Tracks (1970-1980)' (Edsel - (UK), 1998). Plus récemment, il publie 'Earl Scruggs and Friends' (MCA Nashville, 2001), 'Classic Bluegrass Live: 1959-1966' (Vanguard, 2002), 'Three Pickers' (Rounder Records, 2003), et 'The Essential Earl Scruggs' (Legacy Recordings, 2004).